# Bayern Rundfahrt 2002
La Bayern Rundfahrt 2002, quattordicesima edizione della corsa a tappe di ciclismo su strada maschile, si svolse dal 22 al 26 maggio su un percorso di 900 km ripartiti in 6 tappe, con partenza a Füssen e arrivo a Oberpfalz. Fu vinta dal tedesco Michael Rich della Gerolsteiner davanti al suo connazionale Jens Voigt e all'ucraino Yuriy Krivtsov.

## Tappe
| Tappa  | Data      | Percorso                            | km    | Vincitore di tappa | Leader cl. generale |
| ------ | --------- | ----------------------------------- | ----- | ------------------ | ------------------- |
| 1ª     | 22 maggio | Füssen > Füssen                     | 128,9 | Rolf Aldag         | Rolf Aldag          |
| 2ª     | 22 maggio | Füssen > Füssen (cron. individuale) | 15,7  | Michael Rich       | Michael Rich        |
| 3ª     | 23 maggio | Bad Wörishofen > Gunzenhausen       | 203,9 | Giampaolo Cheula   | Michael Rich        |
| 4ª     | 24 maggio | Gunzenhausen > Schwabach            | 187,4 | Christian Wegmann  | Michael Rich        |
| 5ª     | 25 maggio | Schwabach > Marktrewitz             | 201,4 | Davide Casarotto   | Michael Rich        |
| 6ª     | 26 maggio | Marktrewitz > Oberpfalz             | 162,8 | Erik Zabel         | Michael Rich        |
| Totale | Totale    | Totale                              | 900   |                    |                     |

## Dettagli delle tappe

### 1ª tappa
- 22 maggio: Füssen > Füssen – 128,9 km

| Pos. | Corridore         | Squadra      | Tempo    |
| ---- | ----------------- | ------------ | -------- |
| 1    | Rolf Aldag        | Telekom      | 3h04'02" |
| 2    | Damiano Cunego    | Saeco        | s.t.     |
| 3    | Alessandro Guerra | Index-Alexia | s.t.     |

| Pos. | Corridore         | Squadra      | Tempo    |
| ---- | ----------------- | ------------ | -------- |
| 1    | Rolf Aldag        | Telekom      | 3h04'02" |
| 2    | Damiano Cunego    | Saeco        | s.t.     |
| 3    | Alessandro Guerra | Index-Alexia | s.t.     |

### 2ª tappa
- 22 maggio: Füssen > Füssen (cron. individuale) – 15,7 km

| Pos. | Corridore    | Squadra         | Tempo  |
| ---- | ------------ | --------------- | ------ |
| 1    | Michael Rich | Gerolsteiner    | 16'40" |
| 2    | Alex Zülle   | Coast           | a 18"  |
| 3    | Jens Voigt   | Crédit Agricole | a 27"  |

| Pos. | Corridore      | Squadra         | Tempo    |
| ---- | -------------- | --------------- | -------- |
| 1    | Michael Rich   | Gerolsteiner    | 3h20'42" |
| 2    | Jens Voigt     | Crédit Agricole | a 27"    |
| 3    | Yuriy Krivtsov | Jean Delatour   | a 34"    |

### 3ª tappa
- 23 maggio: Bad Wörishofen > Gunzenhausen – 203,9 km

| Pos. | Corridore        | Squadra       | Tempo    |
| ---- | ---------------- | ------------- | -------- |
| 1    | Giampaolo Cheula | Mapei         | 4h47'10" |
| 2    | Jérôme Bernard   | Jean Delatour | s.t.     |
| 3    | Yuriy Krivtsov   | Jean Delatour | a 2'03"  |

| Pos. | Corridore      | Squadra         | Tempo    |
| ---- | -------------- | --------------- | -------- |
| 1    | Michael Rich   | Gerolsteiner    | 8h22'28" |
| 2    | Jens Voigt     | Crédit Agricole | a 27"    |
| 3    | Yuriy Krivtsov | Jean Delatour   | a 33"    |

### 4ª tappa
- 24 maggio: Gunzenhausen > Schwabach – 187,4 km

| Pos. | Corridore           | Squadra                 | Tempo    |
| ---- | ------------------- | ----------------------- | -------- |
| 1    | Christian Wegmann   | Saeco                   | 4h15'19" |
| 2    | Jürgen Werner       | Nürnberger Versicherung | s.t.     |
| 3    | Alexandar Nikacevic | Alessio                 | a 4"     |

| Pos. | Corridore      | Squadra         | Tempo     |
| ---- | -------------- | --------------- | --------- |
| 1    | Michael Rich   | Gerolsteiner    | 12h38'29" |
| 2    | Jens Voigt     | Crédit Agricole | a 26"     |
| 3    | Yuriy Krivtsov | Jean Delatour   | a 33"     |

### 5ª tappa
- 25 maggio: Schwabach > Marktrewitz – 201,4 km

| Pos. | Corridore           | Squadra       | Tempo    |
| ---- | ------------------- | ------------- | -------- |
| 1    | Davide Casarotto    | Alessio       | 4h59'35" |
| 2    | Stéphane Augé       | Jean Delatour | a 2"     |
| 3    | Artjorn Botschkarew |               | s.t.     |

| Pos. | Corridore      | Squadra         | Tempo     |
| ---- | -------------- | --------------- | --------- |
| 1    | Michael Rich   | Gerolsteiner    | 17h38'40" |
| 2    | Jens Voigt     | Crédit Agricole | a 25"     |
| 3    | Yuriy Krivtsov | Jean Delatour   | a 33"     |

### 6ª tappa
- 26 maggio: Marktrewitz > Oberpfalz – 162,8 km

| Pos. | Corridore         | Squadra      | Tempo    |
| ---- | ----------------- | ------------ | -------- |
| 1    | Erik Zabel        | Telekom      | 3h53'08" |
| 2    | Michael Skelde    | EDS-Fakta    | s.t.     |
| 3    | Alessandro Guerra | Index-Alexia | s.t.     |

| Pos. | Corridore      | Squadra         | Tempo     |
| ---- | -------------- | --------------- | --------- |
| 1    | Michael Rich   | Gerolsteiner    | 21h31'48" |
| 2    | Jens Voigt     | Crédit Agricole | a 25"     |
| 3    | Yuriy Krivtsov | Jean Delatour   | a 29"     |

## Classifiche finali

### Classifica generale
| Pos. | Corridore                   | Squadra                      | Tempo     |
| ---- | --------------------------- | ---------------------------- | --------- |
| 1    | Michael Rich                | Gerolsteiner                 | 21h31'48" |
| 2    | Jens Voigt                  | Crédit Agricole              | a 25"     |
| 3    | Yuriy Krivtsov              | Jean Delatour                | a 29"     |
| 4    | Rolf Aldag                  | Team Telekom                 | a 31"     |
| 5    | Alexandar Nikacevic         | Alessio                      | a 33"     |
| 6    | Evgenij Vladimirovič Petrov | Mapei-Quick Step Espoirs     | a 35"     |
| 7    | Christophe Edaleine         | Jean Delatour                | a 53"     |
| 8    | Artur Babaitsev             | Team Nürnberger Versicherung | a 58"     |
| 9    | Christopher Jenner          | Crédit Agricole              | a 1'09"   |
| 10   | Holger Sievers              | Team Nürnberger Versicherung | a 1'11"   |